# Catherine Bott (soprano)
Catherine Bott (Regno Unito, 11 settembre 1952) è un soprano britannico specializzata nella musica barocca; ha intrapreso anche la carriera televisiva.

## Biografia
Dopo i suoi studi alla King's High School For Girls e alla Guildhall School of Music and Drama con Arthur Reckless, iniziò la sua carriera come membro del gruppo crossover inglese Baroque-jazz, The Swingle Singers (allora chiamato "Swingle II"). Nel 1980 aveva iniziato ad apparire frequentemente nel New London Consort e da allora in poi ha iniziato a esibirsi in tutto il mondo in Europa, America Latina e URSS con diversi altri gruppi di  strumenti d'epoca.
Ha registrato abbondantemente, ad esempio come Didone in Didone ed Enea di Purcell (con Christopher Hogwood e l'Academy of Ancient Music nel 1994), con il Coro del King's College di Cambridge diretto da Stephen Cleobury nella Passione secondo Giovanni di Bach, come Venere in Venus and Adonis di John Blow con Philip Pickett e L'Incoronazione di Poppea di Monteverdi con Sir John Eliot Gardiner. Ha anche cantato nella colonna sonora di Trevor Jones per The Dark Crystal.
Catherine Bott è stata utilizzata dai direttori d'orchestra per eseguire e registrare repertori più recenti, ad esempio con Sir John Eliot Gardiner nel Requiemì di Fauré, la Sinfonia antartica di Vaughan Williams, Sinfonia n. 3 con Bryden Thomson e rispettivamente l'Orchestra Sinfonica di Londra e la Royal Scottish National Orchestra. È anche richiesta da compositori contemporanei come Michael Nyman e Jonathan Dove.
Con Lucie Skeaping è stata una dei due presentatori di The Early Music Show su BBC Radio 3 e ha anche presentato Live in Concert di Radio 3. Nell'ottobre 2013 si ha stretto una collaborazione con Classic FM per presentare un progetto triennale che copre l'intera storia della musica classica. Attualmente presenta un programma di tre ore su Classic FM ogni domenica pomeriggio tra le 13:00 e le 16:00. La si può anche ascoltare come presentatrice di spettacoli sul sito web della Wigmore Hall.